# صلیبیون شمالی (فیلم)
جنگهای صلیبی شمالی (به لیتوانیایی: Herkus Mantas) فیلمی درام از جمهوری شوروی سوسیالیستی لیتوانی در سال ۱۹۷۲ به کارگردانی ماری یوناس گیدریس است.

## بازیگران
- Antanas Šurna - Herkus Monte (هرکوس مانتاس)
- Eugenija Pleškytė - کاترین (Kotryna)
- Algimantas Masiulis - سامیلیس
- Stasys Petronaitis - کولتیس
- Pranas Piaulokas [lt] - آکتومه (آکتوما)
- Algimantas Voščikas [lt] - گلاپو (گلاپاس)
- الکساندر وکاچ - شوالیه هیرهالساس، برادر کاترین
- Vytautas Paukštė - اسقف (vyskupas)